# Alessandria Unione Sportiva 1937-1938
Questa pagina raccoglie le informazioni riguardanti l'Alessandria Unione Sportiva nelle competizioni ufficiali della stagione 1937-1938.

## Stagione
Nell'anno dell'esordio in B, che faceva seguito all'ingenua retrocessione della stagione 1936-37, l'Alessandria cercò di attrezzarsi per disputare un campionato di buon livello. Chiamato nuovamente alla guida Rudolf Soutschek, che all'inizio del 1936 aveva dovuto lasciare la squadra per motivi personali, la società, a capo della quale s'insediò Luigi Riccardi, riuscì a confermare i migliori elementi della passata stagione e a condurre in porto pochi ma validi acquisti come quello del giovane genoano Luigi Torti e, quello ancor più prestigioso, del centrocampista dell'Ambrosiana Ferruccio Ghidini, che vestì la maglia grigia a partire dall'anno nuovo.
Se in Coppa Italia riuscì ad approdare, non senza patemi, agli ottavi, in campionato (giocato da diciassette formazioni) la squadra grigia condusse un buon girone d'andata, candidandosi ad avversaria principale di un guerrigliero Novara. L'innesto di Ghidini e i positivi risultati interni conquistati nella seconda parte del torneo permisero al club dell'orso di agganciare e superare la squadra azzurra, accumulando un buon vantaggio e potendo evitare inizialmente le preoccupazioni che dava il grande ritorno del redivivo Modena. Fu il pesante capitombolo di Sanremo del 17 aprile a complicare le cose per l'Alessandria; un turno di riposo capitato nel momento meno opportuno, la parziale indisponibilità del goleador Celoria, una mancata vittoria contro il pericolante Vigevano fecero sì che i grigi arrivassero all'ultima giornata, che prevedeva la fondamentale gara interna contro il Novara, con soli due punti di vantaggio sugli azzurri e sul Modena. La prima sconfitta interna del torneò destinò l'Alessandria agli spareggi, già compromessi dopo la prima gara, persa nettamente contro gli emiliani dell'ex Notti.

## Divise
| 1ª divisa |

## Organigramma societario
Area direttiva
- Presidente: Luigi Riccardi
- Vicepresidente: Giovanni Menghi
- Consiglieri: Cesare Alvigini, Luigi Melchionni, Mario Moccagatta, Giorgio Nascimbene, Primo Polenghi e Giovanni Spinolo

Area organizzativa
- Segretario: Vittorio Rangone

Area tecnica
- Allenatore: Rudolf Soutschek, dall'11 maggio Renato Cattaneo

Area sanitaria
- Massaggiatore: Giovanni Bo

## Rosa
| N. |                   | Ruolo | Calciatore         |
| -- | ----------------- | ----- | ------------------ |
|    | Italia (bandiera) | P     | Ugo Ceresa         |
|    | Italia (bandiera) | P     | Francesco Pallozzi |
|    | Italia (bandiera) | D     | Giovanni Bigando   |
|    | Italia (bandiera) | D     | Pietro Cavasonza   |
|    | Italia (bandiera) | D     | Umberto Lombardo   |
|    | Italia (bandiera) | D     | Aldo Pernigotti    |
|    | Italia (bandiera) | D     | Alberto Rosso      |
|    | Italia (bandiera) | D     | Giuseppe Turino    |
|    | Italia (bandiera) | C     | Luigi Caligaris    |
|    | Italia (bandiera) | C     | Aristide Coscia    |

| N. |                   | Ruolo | Calciatore        |
| -- | ----------------- | ----- | ----------------- |
|    | Italia (bandiera) | C     | Ferruccio Ghidini |
|    | Italia (bandiera) | C     | Oreste Menighetti |
|    | Italia (bandiera) | C     | Pasquale Parodi   |
|    | Italia (bandiera) | A     | Mario Celoria     |
|    | Italia (bandiera) | A     | Luciano Robotti   |
|    | Italia (bandiera) | A     | Luigi Torti (II)  |
|    | Italia (bandiera) | A     | Armando Massiglia |
|    | Italia (bandiera) | A     | Giuseppe Maggi    |
|    | Italia (bandiera) | A     | Eligio Vecchi     |

## Risultati

### Serie B

#### Girone di andata
| Arbitro: | Bevilacqua (Viareggio) |

|                     |           |              |
| Andreini 25’ (rig.) | Marcatori | 40’ Torti II |

| Arbitro: | Tonnetti (Roma) |

|              |           |                 |
| Scategni 90’ | Marcatori | 51’, 63’ Vecchi |

| Arbitro: | Neri (Vicenza) |

|                           |           |             |
| Massiglia 3’ Torti II 39’ | Marcatori | 17’ Zuliani |

| Arbitro: | Mastellari (Bologna) |

|          |           |                   |
| Dusi 42’ | Marcatori | 73’, 77’ Torti II |

| Arbitro: | Leoni (Milano) |

|             |           |              |
| Robotti 28’ | Marcatori | 10’ Zironi I |

| Arbitro: | Pirovano (Monza) |

|                    |           |  |
| Bertoni I 13’, 15’ | Marcatori |  |

| Arbitro: | Conticini (Firenze) |

|                           |           |  |
| Massiglia 14’ Celoria 73’ | Marcatori |  |

| Arbitro: | Mazzarini (Roma) |

|              |           |                                                         |
| Martelli 88’ | Marcatori | 10’ (rig.) Robotti 30’ Massiglia 35’ Celoria 58’ Vecchi |

| Arbitro: | Ceccherini (Como) |

|            |           |            |
| Coscia 13’ | Marcatori | 60’ Gruden |

| Arbitro: | Dattilo (Roma) |

|              |           |  |
| Corbelli 82’ | Marcatori |  |

| Arbitro: | Soliani (Genova) |

|  |           |                                                          |
|  | Marcatori | 33’ (rig.) Coscia 73’ Massiglia 78’ Robotti 89’ Torti II |

| Arbitro: | Biancone (Roma) |

|                                         |           |            |
| Robotti 18’, 28’ Parodi 80’ Celoria 88’ | Marcatori | 50’ Masera |

| Arbitro: | Saracini (Ancona) |

|                           |           |  |
| Orzan II 20’ Giaretta 66’ | Marcatori |  |

| Arbitro: | Conticini (Firenze) |

|                             |           |            |
| Robotti 7’, 17’ Celoria 68’ | Marcatori | 73’ Sudati |

| Arbitro: | Gamba (Pozzuoli) |

|                                           |           |            |
| Celoria 47’ Robotti 62’ (rig.) Vecchi 74’ | Marcatori | 53’ Brossi |

| Arbitro: | Ciamberlini (Sampierdarena) |

|            |           |             |
| Romano 48’ | Marcatori | 39’ Celoria |

#### Girone di ritorno
| Arbitro: | Limido (Milano) |

|                                          |           |  |
| Massiglia 7’ Celoria 50’, 86’ Coscia 76’ | Marcatori |  |

| Arbitro: | Camisasca (Milano) |

|                                                        |           |                     |
| Massiglia 17’ Robotti 52’, 72’ (rig.), 88’ Celoria 69’ | Marcatori | 53’ (rig.) Peternel |

| Arbitro: | Galeati (Bologna) |

|             |           |           |
| Benassi 64’ | Marcatori | 5’ Coscia |

| Arbitro: | Tagliapietra (Padova) |

|                                        |           |            |
| Parodi 35’ Celoria 43’, 76’ Coscia 46’ | Marcatori | 36’ Albini |

| Arbitro: | Ceccherini (Como) |

|                    |           |  |
| Sentimenti III 10’ | Marcatori |  |

| Arbitro: | Carminati (Milano) |

|                        |           |               |
| Robotti 53’ Coscia 62’ | Marcatori | 42’ Bertoni I |

| Arbitro: | Salvatori (Roma) |

|             |           |  |
| Zandali 26’ | Marcatori |  |

| Arbitro: | Limido (Milano) |

|                                                 |           |                |
| Coscia 7’, 73’ Vecchi 20’, 51’ Celoria 62’, 71’ | Marcatori | 29’ Lazzaretti |

| Arbitro: | Scorzoni (Bologna) |

|               |           |                               |
| Diotalevi 20’ | Marcatori | 13’ Torti II 34’, 50’ Robotti |

| Arbitro: | Leoni (Milano) |

|                 |           |                      |
| Vecchi 55’, 68’ | Marcatori | 53’, 59’ Bruscantini |

| Arbitro: | Marsciani (Modena) |

|            |           |  |
| Parodi 74’ | Marcatori |  |

| Arbitro: | Leoni (Milano) |

|                                                 |           |  |
| Manna 18’ Ruffini 48’, 84’ Marchegiani 81’, 89’ | Marcatori |  |

| Arbitro: | Dattilo (Roma) |

|                   |           |  |
| Coscia 38’ (rig.) | Marcatori |  |

| Arbitro: | Galeati (Bologna) |

|            |           |              |
| Uneddu 40’ | Marcatori | 71’ Torti II |

| Arbitro: | Scorzoni (Bologna) |

|              |           |                        |
| Alberico 57’ | Marcatori | 67’ (rig.), 75’ Coscia |

| Arbitro: | Ciamberlini (Sampierdarena) |

|  |           |           |
|  | Marcatori | 29’ Torri |

#### Spareggi
| Arbitro: | Scotto (Savona) |

|                             |           |  |
| Notti 50’, 90’ Zironi I 85’ | Marcatori |  |

| Arbitro: | Dattilo (Roma) |

|                                    |           |                           |
| Mariani 17’ Piola 36’ Rizzotti 45’ | Marcatori | 50’ Massiglia 88’ Robotti |

### Coppa Italia

#### Terzo turno eliminatorio
| Arbitro: | Ceccherini (Como) |

|            |           |                                   |
| Brossi 61’ | Marcatori | 11’ Massiglia 20’ (aut.) Pondrano |

#### Sedicesimi di finale
| Arbitro: | Bevilacqua (Viareggio) |

|            |           |               |
| Romano 46’ | Marcatori | 44’ Massiglia |

| Arbitro: | Soliani (Genova) |

|                          |           |  |
| Torti II 23’ Robotti 80’ | Marcatori |  |

#### Ottavi di finale
| Arbitro: | Mastellari (Bologna) |

|           |           |  |
| Tomasi 4’ | Marcatori |  |

## Statistiche

### Statistiche di squadra
| Competizione | Punti | In casa | In casa | In casa | In casa | In casa | In casa | In trasferta | In trasferta | In trasferta | In trasferta | In trasferta | In trasferta | Totale | Totale | Totale | Totale | Totale | Totale | DR  |
| Competizione | Punti | G       | V       | N       | P       | Gf      | Gs      | G            | V            | N            | P            | Gf           | Gs           | G      | V      | N      | P      | Gf     | Gs     | DR  |
| ------------ | ----- | ------- | ------- | ------- | ------- | ------- | ------- | ------------ | ------------ | ------------ | ------------ | ------------ | ------------ | ------ | ------ | ------ | ------ | ------ | ------ | --- |
| Serie B      | 43    | 16      | 12      | 3       | 1       | 41      | 13      | 16           | 6            | 4            | 6            | 21           | 21           | 32     | 18     | 7      | 7      | 62     | 34     | +28 |
| Coppa Italia |       | 1       | 1       | 0       | 0       | 2       | 0       | 3            | 1            | 1            | 1            | 3            | 3            | 4      | 2      | 1      | 1      | 5      | 3      | +2  |
| Spareggi     |       | -       | -       | -       | -       | -       | -       | -            | -            | -            | -            | -            | -            | 2      | 0      | 0      | 2      | 2      | 6      | -4  |
| Totale       |       | 17      | 13      | 3       | 1       | 43      | 13      | 19           | 7            | 5            | 7            | 24           | 24           | 38     | 20     | 8      | 10     | 69     | 43     | +26 |

### Statistiche dei giocatori
| Giocatore     | Serie B  | Serie B | Coppa Italia | Coppa Italia | Spareggi | Spareggi | Totale   | Totale |
| Giocatore     | Presenze | Reti    | Presenze     | Reti         | Presenze | Reti     | Presenze | Reti   |
| ------------- | -------- | ------- | ------------ | ------------ | -------- | -------- | -------- | ------ |
| G. Bigando    | 21       | 0       | 4            | 0            | 2        | 0        | 27       | 0      |
| L. Caligaris  | 31       | 0       | 4            | 0            | 1        | 0        | 36       | 0      |
| M. Celoria    | 20       | 13      | 2            | 0            | 2        | 0        | 24       | 13     |
| U. Ceresa     | 32       | -34     | 4            | -3           | 2        | -6       | 38       | -43    |
| A. Coscia     | 32       | 11      | 3            | 0            | 2        | 0        | 37       | 11     |
| F. Ghidini    | 16       | 0       | -            | -            | 2        | 0        | 18       | 0      |
| U. Lombardo   | 20       | 0       | 3            | 0            | -        | -        | 23       | 0      |
| G. Maggi      | -        | -       | 1            | 0            | -        | -        | 1        | 0      |
| A. Massiglia  | 28       | 6       | 4            | 2            | 1        | 1        | 33       | 9      |
| O. Menighetti | 1        | 0       | -            | -            | -        | -        | 1        | 0      |
| P. Parodi     | 32       | 3       | 4            | 0            | 2        | 0        | 38       | 3      |
| A. Pernigotti | 3        | 0       | -            | -            | 1        | 0        | 4        | 0      |
| L. Robotti    | 32       | 15      | 4            | 1            | 2        | 1        | 38       | 17     |
| A. Rosso      | 30       | 0       | 3            | 0            | 2        | 0        | 35       | 0      |
| L. Torti (II) | 17       | 7       | 3            | 1            | -        | -        | 20       | 8      |
| G. Turino     | 7        | 0       | 2            | 0            | 1        | 0        | 10       | 0      |
| E. Vecchi     | 32       | 8       | 2            | 0            | 2        | 0        | 36       | 8      |